# Consulat général d'Italie à Nice
Le consulat général d'Italie à Nice est une représentation consulaire de la République italienne en France. Il est situé boulevard Gambetta, à Nice, en Provence-Alpes-Côte d'Azur.